# 徳山村立徳山中学校東谷分校
徳山村立徳山中学校東谷分校（とくやまそんりつ　とくやまちゅうがっこう　ひがしだにぶんこう）は、かつて岐阜県揖斐郡徳山村字櫨原（現・揖斐川町）に存在した公立中学校の分校。

## 概要
- 徳山中学校の分校であり、徳山小学校櫨原分校に併設されていた。
- 校名の「東谷」は、揖斐川本流（東谷）沿いの集落（山手・塚・櫨原）の通称、東谷部落に由来する。

## 沿革
- 1947年（昭和22年）4月 - 徳山小学校櫨原分校に徳山中学校東谷分校として開校。山手、塚、櫨原の生徒が通学する。尚、本校は小学校と併設されていた。
- 1958年（昭和33年）4月 - 本校が徳山小学校との併設を解消し、徳山中学校となる。東谷分校は引き続き徳山小学校櫨原分校に併設する。
- 1961年（昭和36年）
  - 1月 - 全生徒が本校の徳山中学校へ転入する。西谷分校と同時に廃校の予定であったが、西谷分校の生徒の一部が本校への転入を拒否したことの影響で、廃校は延期となる。
  - 3月 - 廃校。